# Sotto.. sotto.. strapazzato da anomala passione
Pour plus de détails, voir Fiche technique et Distribution.
Sotto.. sotto.. strapazzato da anomala passione est une comédie dramatique italienne réalisée par Lina Wertmüller et sortie en 1984.

## Synopsis
À Rome, Oscar, charpentier, est choqué par l'aveu de sa femme Ester, qui lui avoue qu'elle fantasme sur une autre personne. Croyant avoir identifié son rival en Amilcare, un coiffeur de Cinecittà, il le poursuit dans les studios de la capitale avec des intentions belliqueuses.
Oscar se rend compte plus tard que sa femme nourrit une passion saphique pour son amie Adèle. En vérité, les femmes ont construit leur histoire, plus fantasmée que réelle, en consommant de films romantiques, des telenovelas et de la presse rose.
Le couple revient finalement à la normale grâce aux efforts d'Oscar et à la résignation d'Ester, teintée d'une pointe d'insatisfaction face à la rupture de son fantasme, vers la réalisation pratique duquel, par ailleurs, elle a montré une forte résistance.

## Fiche technique
- Titre original italien : Sotto... sotto... strapazzato da anomala passione[1]
- Réalisateur : Lina Wertmüller
- Scénario : Lina Wertmüller, Enrico Oldoini
- Photographie : Dante Spinotti
- Montage : Luigi Zitta
- Musique : Paolo Conte
- Décors : Enrico Job (it)
- Maquillage : 	Cristiana Lafayette
- Production : Mario Cecchi Gori, Vittorio Cecchi Gori
- Sociétés de production : Intercapital
- Pays de production :  Italie
- Langue originale : italien
- Format : Couleur - Son mono - 35 mm
- Durée : 100 minutes
- Genre : Comédie dramatique
- Date de sortie :
  - Italie : 1er mars 1984

## Distribution
- Enrico Montesano : Oscar
- Veronica Lario : Ester
- Luisa De Santis : Adèle
- Alfredo Bianchini : le prêtre
- Mario Scarpetta : le coiffeur Amilcare
- Massimo Wertmüller : le barman Ginetto
- Lella Fabrizi : Sora Egle
- Isa Danieli : Rosa
- Dario Cantarelli : client à l'atelier de menuiserie
- Giuseppe Cederna : acteur à Cinecittà
- Jole Silvani : Sora Clotilde
- Sergio Solli : officier de police
- Simone Giannitti :
- Antonia Dell'Atte : tentative de suicide
- Renato D'Amore : Mario